# شنغهاي في أستوريا
شنغهاي في أستوريا هي ميلودراما موسيقية تقوم بها شركة أستور ستريت أوبري كل صيف في أستوريا بولاية أوريغون في الولايات المتحدة. وقد تم تشغيله منذ عام 1984، وحضره أكثر من 55,000 شخص. تقليديا يتم أداء المسرحية ثلاثة أيام في الأسبوع من يوليو إلى سبتمبر. ينصح به مرشد سياحي رائد.
يستمد طاقم الممثلين غير المدفوع أجرًا من السكان المحليين ، وبعضهم معروف جيدًا ، مثل مدعي عام. مقاطعة كلاتسوب الذي يلعب دورا العميد قليلا.الدعم من المحسنين مثل مؤسسة عائلة فورد تساعد على إنتاج للانتقال إلى مسرح جديد لعام 2008.

## ملخص الحكاية
تدور أحداث القصة في عام 1904 في أستوريا حول مهرجان منتصف الصيف الإسكندنافي. البطل النرويجي إريك أولسون يجب أن ينقذ حبيبته الآنسة فيرجينيا سويت من جناحها ماكس كروك.